# Mitromorpha alba
Mitromorpha alba is een slakkensoort uit de familie van de Mitromorphidae. De wetenschappelijke naam van de soort is voor het eerst geldig gepubliceerd in 1879 door Petterd.